# Terry Teo
Terry Teo ist ein neuseeländischer Kult-Comic, der von 1982 bis 1990 von Bob Kerr und Stephen Ballyntine veröffentlicht wurde. Der Comic verarbeitet viele Aspekte der Kiwiana-Kultur und ist selbst Teil dieser geworden.

## Handlung
Der zwölfjährige Terry Teo lebt mit seinen beiden Geschwistern Polly und Ted und den Eltern in der fiktionalen neuseeländischen Kleinstadt Kaupati. Eines Tages stößt er auf die Bande des Kriminellen Ray Vegas und wird in deren illegale Aktionen verwickelt. Unterstützt von den Karateschlägen seiner Schwester und seinem älteren Bruder, versucht Terry die Machenschaften von Ray Vegas zu durchkreuzen und den Tag zu retten.

## Bände
- Terry Teo and the Gunrunners (Terry Teo und die Waffenschmuggler), 1982
- Terry Teo and the Yodeling Bull (Terry Teo und der jodelnde Bulle), 1986
- Terry Teo and the Last Moa (Terry Teo und der letzte Moa), 1990

## Adaptionen

### The Adventures of Terry Teo
1985 wurde Terry Teo als sechsteilige Fernsehserie für TVNZ adaptiert. Das Drehbuch behielt den kindlichen Ton der Comics bei und war vor allem an Kinder gerichtet. Terry Teo wurde von Adrian Bell verkörpert. Die Serie wurde, wie die Comics, ein Kultklassiker in Neuseeland. Der frühere neuseeländische Premierminister Robert Muldoon hatte einen Gastauftritt als Geheimdienstchef.

### Terry Teo
TVNZ bestellte in 2016 eine weitere sechs-teilige Fernsehserie. Diese basiert auf den Comics, weicht jedoch deutlich ab um ein älteres Publikum zu erreichen. In der 2016er Version ist Terry Teo 17 Jahre alt und lebt in Auckland, der größten Stadt Neuseelands. Terry ist selbst Teil der Gang von Ray Vegas und erledigt kleinere Aufträge. Nachdem Terrys Vater, ein Polizist, von Ray Vegas ermordet wird, tut sich Terry mit seiner Schwester Polly zusammen, um Ray Vegas zur Rechenschaft zu ziehen.
Die Rolle des Terry Teo übernahm Kahn West. Aufgrund des Kultstatus' der ursprünglichen Serie gibt es einige Gastauftritte von bekannten neuseeländischen Schauspielern wie Elizabeth Hawthorne, Rima Te Wiata und Mark Mitchinson.
Nach dem Auftreten von kreativen Differenzen zwischen der Produktionsfirma und TVNZ, schaffte es die Serie nicht wie geplant ins Fernsehen, sondern wurde auf der Online-Plattform von TVNZ ausgewertet. Druck durch Medien und der Öffentlichkeit brachte TVNZ dazu, die Serie verspätet auf dem Fernsehsender TVNZ 2 auszustrahlen.